# Родники горы Весёлой
Родники́ горы́ Весёлой или Худяковские родники — родники природной питьевой воды, расположены в Иркутской области, южнее деревни Худякова. Земли Ангарского лесничества, Ушаковского участкового лесничества, Худяковская дача. Взяты под охрану как памятник природы (первоначально — Решением исполнительного комитета Иркутского областного совета народных депутатов от 19.05.1981 № 264). Охраняемая площадь 0,5 га, площадь охранной зоны 3,5 га.

## Описание
Родники расположены в Ушаковском сельском поселении Иркутского района Иркутской области, в 10 километрах от районного центра — села Пивовариха и в 2 км к юго-востоку от деревни Худяково. Памятник природы включает два основных источника (исток ручья Евсеевский), расход воды в них составляет соответственно 0,28 и 1,25 л/с. Температура воды в обоих выходах — 3 °C. Водоносный горизонт не напорный, расположен на глубине 10 м.
Вода источников пригодна для питья. Наименование группы минеральной воды: гидрокарбонатно-кальциевая. Жесткость очень низкая — 1. Из источников берут воду для питья жители села Пивовариха и соседних поселений, а также жители города Иркутска.

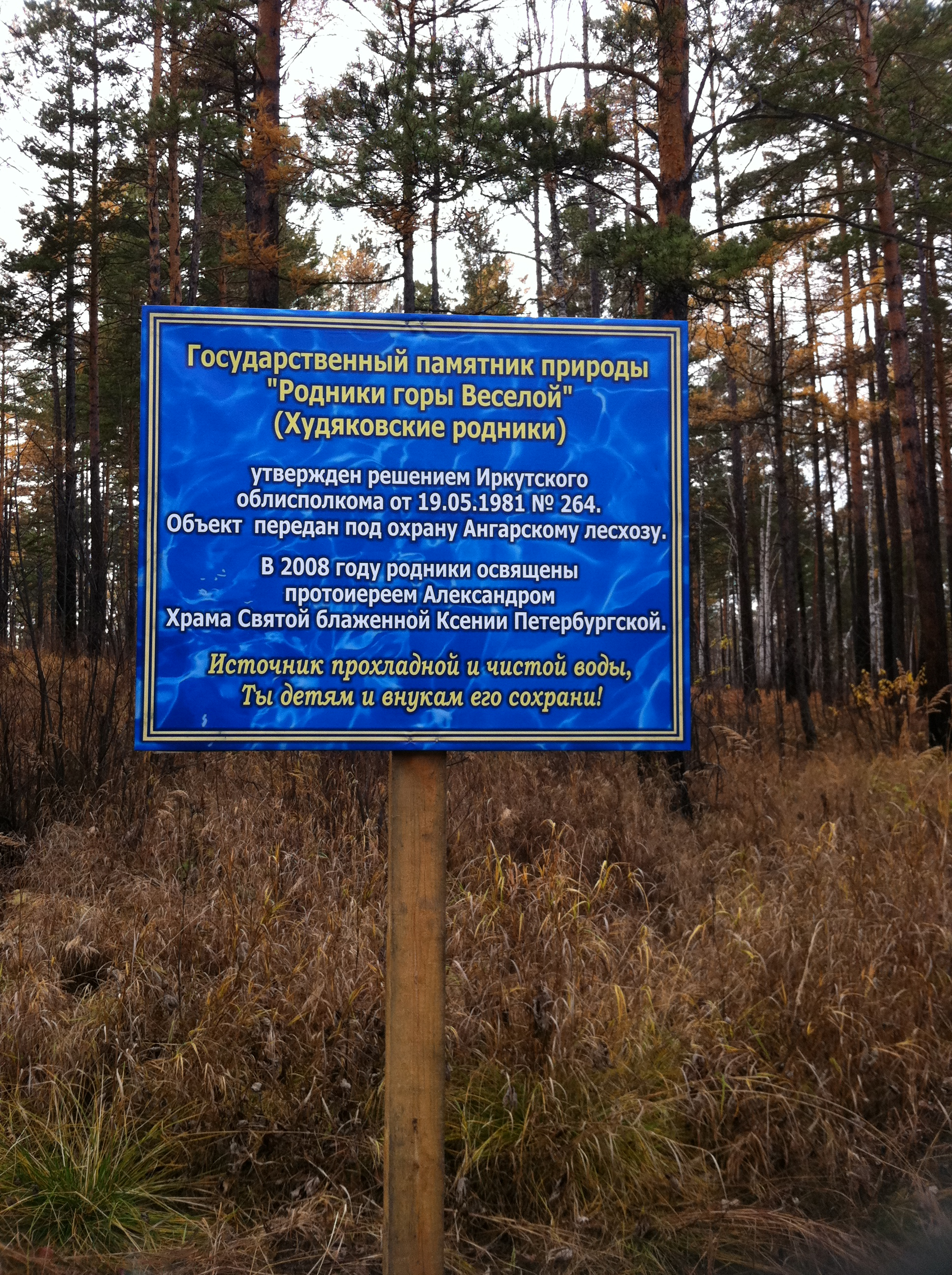
Государственный памятник природы

Общая минерализация 0,2 г/л. 
Химический состав, мг/л:
анионы, мг/л
- НСО-3 140—220
- SO42 1-6
- Cl 1-8

катионы, мг/л
- Са2+ 35-45
- Mg2+ 6-13
- Na++К+ 5-20